# Robert Merle
Robert Merle (Tébessa, 1908. augusztus 28. – Grosrouvre, Franciaország, 2004. március 27.) francia író.
Az akkor még francia gyarmat Algériában született. A párizsi Sorbonne-on szerzett képesítést angol irodalomból. Rövid ideig harcolt a második világháborúban és három évet töltött német hadifogságban. Szabadulása után egyetemen tanított és megírta első regényét, a háborús élményeit feldolgozó Két nap az életet, amely megkapta a legrangosabb francia irodalmi elismerést, a Goncourt-díjat. Az 1950-es és 1960-as években ismert, baloldali elkötelezettségű íróvá vált, könyvet írt Fidel Castróról és az algériai forradalom vezéréről, Ahmed Ben Belláról. Világszerte elismertséget szerzett politikai-fantasztikus regényeivel, amelyekben kora politikai és társadalmi problémáit mutatta be sci-fi díszletekben; ezek közé tartozik az Állati elmék, a Malevil vagy a Védett férfiak. Tizenhárom kötetes történelmi regénysorozata, a Francia história, Magyarországon is az egyik legtöbbet olvasott francia íróvá tette.

## Gyerekkora, tanulmányai
Robert Merle 1908. augusztus 28-án született az akkor francia gyarmat Algéria Tébessa városában. Apja, Félix Merle a gyarmatokon meggazdagodott lókereskedő fia volt, akit újraházasodó özvegy édesanyja örökségéből kisemmizett. Félix belépett az idegenlégióba és miután kiválóan megtanult arabul, katonai tolmácsként alkalmazták. Tisztté léptették elő, idővel a századosi rangig vitte és kiváló szolgálatát Gyarmati Éremmel és Becsületrenddel jutalmazták. 1902-ben, 32 évesen Constantine-ban ismerkedett meg a 19 éves Eugénie Ollagniével, akit még abban az évben feleségül vett. A lány családja 1860-ban települt át Auvergne-ből Algériába, ő már a gyarmaton született. Eugénie anyja a constatine-i prefektúra attaséjával csalta a férjét és a lány ebből az afférból született
A házaspárnak három gyereke született: Roger 1904-ben, Christiane 1907-ben és Robert 1908-ban. Robert kora gyerekkorát különböző algériai városokban (Laghouat, M'Sila, Djelfa) töltötte, ahová apját vezényelték. Az első világháború kitörése után, 1915 februárjában hazarendelték őket Franciaországba és – bár törökül nem tudott – Félix Merle-t tolmácsként beosztották a Dardanellákon harcoló francia alakulatokhoz. Ott tífuszt kapott, betegen hazaszállították, majd 1915 szeptemberében egy marseille-i katonai kórházban meghalt. A tragédia egész életében elkíséri Robert-t, több regénye (Két nap az élet, Malevil, Francia história) főhősének apja (vagy apafigurája) korán eltávozik.
Eugénie Algírba költözött, ahol csekélyke hadiözvegyi nyugdíjából, igen szűkös körülmények között nevelte gyerekeit. A szegénységből való kitörésre a tanulást látta a legjobb módszernek, így a gyerekek a fizetős polgári gimnáziumba jártak (amit hadiárvák esetében az állam finanszírozott). 1918 végén, a háború végeztével előbb Marseille-be majd Párizsba költöznek, ahol anyjuk gépírónői állást talált. Eugénie Roger-t bentlakó katonaiskolába, Christiane-t a becsületrend leányneveldéjébe, Robert-t pedig a neves Condorcet líceumba küldte. Idősebb testvéreivel szemben Robert kiválóan tanult, ám amikor egy diákszerelem miatt jegyei leromlottak, anyja átíratta a bentlakásos Michelet líceumba. 1924 telén Robert imádott nővére, Christiane streptococcus-fertőzést kapott, ami szívizomgyulladást okozott és a lány 1925 tavaszán meghalt. A gyász elől a tanulásba menekült, országos tanulmányi versenyen kitüntetést kapott, 1926-ban pedig kiváló minősítéssel érettségizett. Tanárai biztatására az elitképző École normale supérieure-t célozza meg, de előtte elvégezte a Louis-le-Grand líceum kétéves egyetemi előkészítő tanfolyamát. 1926 nyarán angoltudása fejlesztése céljából magántanári munkát keresett Angliában és egy kétgyermekes özvegyasszony, a londoni Elsie Kurby vette fel. Elsie lett Merle első komoly szerelme, az egész nyarat (majd az utána következő évek szünidőit) együtt töltötték. Hiába végezte azonban kiváló eredménnyel az előkészítőt, a szigorú egyetemi felvételin megbukott. Ezután internátusi felügyelőtanárként tartotta el magát, miközben a Sorbonne-on elvégezte a – középiskolai oktatásra jogosító – licenciátusi képzést filozófiából, majd megcélozta az angoltanári képesítést. Ennek feltétele volt, hogy egy évet angol nyelvterületen töltsön. Mivel Angliában – Elsie-hez közel – nem talált megfelelő állást, az Egyesült Államokba utazott, ahol Cleveland egyik középiskolája alkalmazta tanárként. Közben elkezdett németül tanulni, aminek egy évtizeddel később jó hasznát vette. Hazatérése után, 1931-ben az angoltanári szakvizsgán elsőre elbukott, de a következő évben már első helyen végzett. 1933-ban bátyja, a 29 éves Roger szívroham következtében elhunyt.
Megismerve a középiskolai tanárok hajszolt életét, Merle azt a célt tűzte ki, hogy egyetemi tanár legyen, akiknek Franciaországban magas fizetés mellett csak heti három órát kellett adniuk; a fennmaradt időben pedig könyveket akart írni. Ennek a célnak az eléréséhez egy legalább ezer oldalas doktori értekezést kellett írnia. Témájául Oscar Wilde-ot választotta. Addig is 1933-ban tanári állást vállalt Pontoise bentlakásos középiskolájában ahol beleszeretett az egyik végzős diáklányba, Edmée Thiriet-be, akit 1934. június 7-én feleségül vett. Közben töltötte kötelező katonai szolgálatát (az esküvőre eltávozást kapott), majd leszerelése után, 1934 októberétől előbb Bordeaux, majd Marseille egyik középiskolájában tanított. Itt született kislányuk, Élisabeth. Dél-Franciaországból azonban igen nehézkesen tudta tartani a kapcsolatot doktori konzulensével, ezért 1936-ban a Párizs melletti Neuilly gimnáziumában vállalt állást. Egyik itteni kollégája Jean-Paul Sartre volt.

## A hadifogság

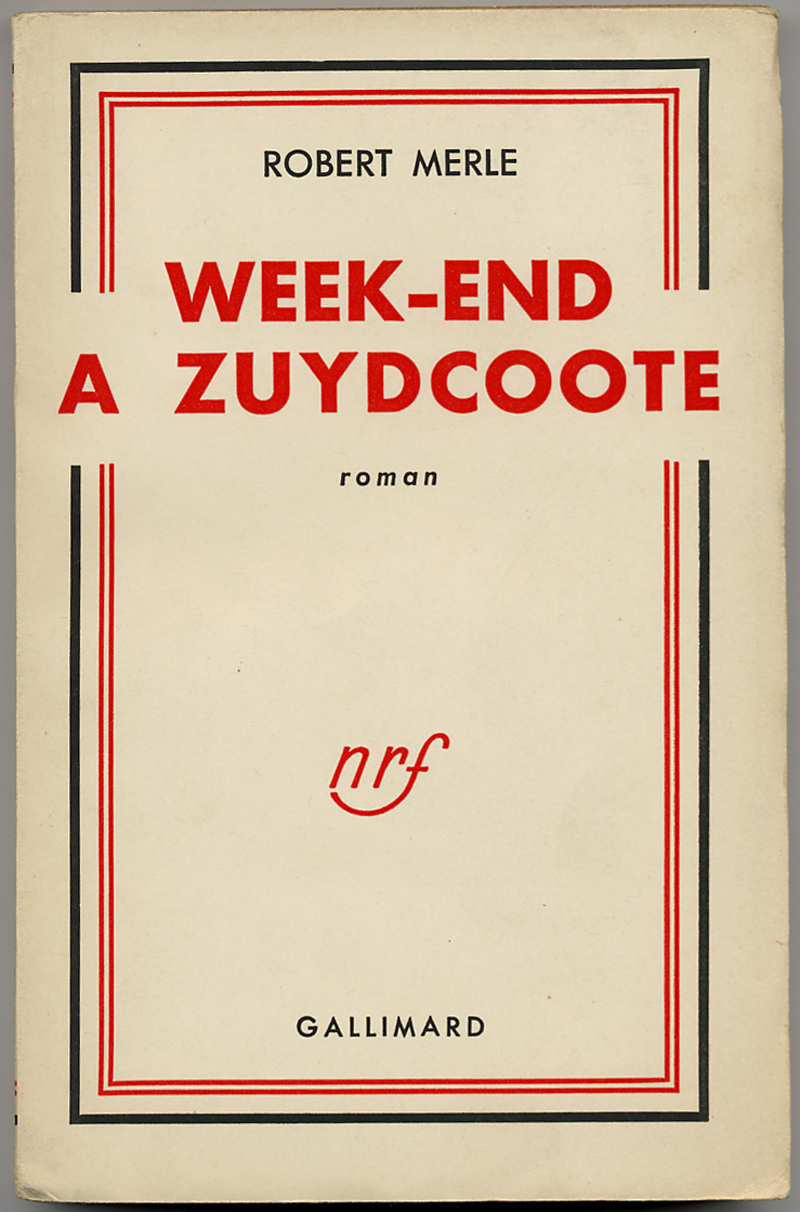
A Két nap az élet első, eredeti kiadása

1939 szeptemberében kitört a második világháború, Franciaország hadat üzent Németországnak. Merle-t behívták és nyelvtudása miatt az angol expedíciós hadtesthez osztották be összekötőként. 1940 májusában a francia és angol hadsereget bekerítő németek elől Dunkerque-be hátrált. Engedélyt kapott, hogy felszálljon egy kimenekítő angol hajóra, de amíg összeszedte bajtársait, a hajó elment. Egy tiszttársa szerint Merle több sebesültet is kimentett a vízből, akik a németek által elsüllyesztett hajókról próbáltak partra jutni. Néhány nappal később, június 4-én fogságba esett. Hadifogolyként Dortmundba vitték, ahol egy bútorgyárban kellett dolgoznia. 1941 márciusában egy német kantinoslány segítségével megszökött, de a francia határon elfogták. Börtönbe került, majd nehéz fizikai munkára osztották be. 1941 augusztusától a fogolytábor kórházában volt tolmács. 1942 szeptemberében átszállították a kelet-poroszországi Königsberg mellé, ahol a stablacki táborban összegyűjtötték az egyetemi végzettségű, a többieket túl gyakran megszervező hadifoglyokat. 1943 júniusában egészségügyi okokra hivatkozva szabadon engedték. Hároméves fogsága alatt az előtte is gondokkal küszködő házassága teljesen megromlott, felesége megcsalta. Hazatérése után elváltak, kislánya Edméehez került, aki feleségül ment korábbi szeretőjéhez. Merle Párizsba költözött és folytatta korábbi tanári munkáját és tovább írta disszertációját. Ekkor fogott bele első regényébe, a Két nap az életbe, amelyben saját háborús tapasztalatait, a dunkerque-i menekülést írta meg. A könyv főhőse, Maillat gyakorlatilag Merle-lel azonos (őrmester rendfokozatú angol tolmács) és a cselekmény saját élményeit követi (bár az író azt nem volt hajlandó elárulni, hogy annak a jelenetnek is van-e valóságalapja, amikor a főszereplő megerőszakol egy lányt). A hadifogság miatt megromlott egészsége miatt hosszú betegszabadságra ment, 1944 októberében pedig az angol irodalom tanáraként (még nem professzorként) felvették Rennes egyetemére.

## Irodalmi pályájának kezdete

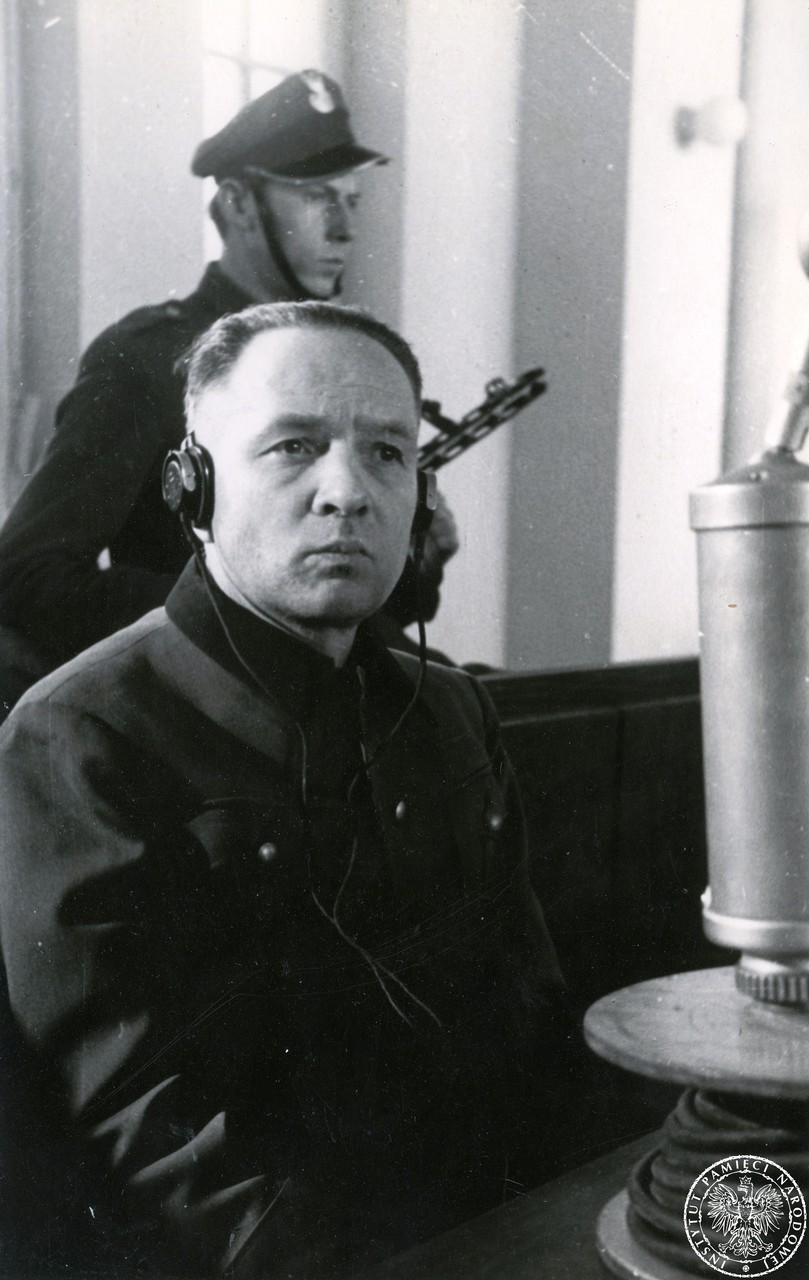
Rudolf Höß, az auschwitzi haláltábor parancsnoka, aki a Mesterségem a halál főszereplőjét ihlette

Merle eközben folytatta doktori értekezésének írását és emellett témavezetőjének javaslatára (inkább utasítására) lefordította John Webster 17. századi drámáját, A fehér ördögöt, valamint Erskine Caldwell Utazó ügynök c. kisregényét. 1948-ban sikeresen megvédte disszertációját és végre megkapta a professzori katedrát. 1947-ben színtársulatot szervezett az egyetemen, ennek során ismerkedett meg az egyik diáklánnyal, Yvonne-nal, akit 1949. január 17-én feleségül vett. 1949 tavaszán megjelent a Két nap az élet, amely azonnal nagy feltűnést keltett nyers realizmusával, a háború borzalmainak kendőzetlen ábrázolásával. A kritikusok szemére hányták Merle-nek a katonák beszédmódjának túlzottan naturalista visszaadását, és volt olyan pap, aki megtiltotta községében a könyv árusítását, de a botrány csak növelte a regény ismertségét. 1949 őszén Merle megkapta a legrangosabb francia irodalmi kitüntetést, a Goncourt-díjat, amelynek bírálóbizottsága külön figyelmet fordított az új tehetségek felkarolására.
1950-ben megjelent A fehér ördög alapján írt Flamineo, valamint a Sziszifusz és a halál c. színműve. Ugyanebben az évben elolvasta Gustave Gilbert A diktatúra pszichológiája c. könyvét, amelyet az amerikai pszichológus a nürnbergi per során a náci háborús bűnösökkel folytatott beszélgetései alapján írt. A téma felkavarta az írót és elhatározta, hogy megpróbálja bemutatni a nemzetiszocialista rendszer működtetőinek mozgatórugóit. Új regényének, a Mesterségem a halálnak főszereplője az auschwitzi tábor igazgatója, Rudolf Höß (a könyvben Rudolf Lang), akinek legfőbb motivációja a kötelességtudat és a felülről érkező parancs végrehajtása. Merle első szám első személyben írta meg a könyvet, végigköveti, hogyan jut el Lang odáig, hogy a futószalagon történő gyilkolásnak csak a technikai nehézségei érdeklik; hogyan válik szörnyeteggé, anélkül hogy észrevenné. Merle idős korában az 1952-ben megjelent Mesterségem a halált tartotta a legtöbbre: „Ha rágondolok, úgy érzem, hogy véghezvittem valami fontosat”, nyilatkozta 2003-ban. A közönség és a kritika azonban fanyalogva fogadta a regényt és a politikai környezet sem volt megfelelő, mert a hidegháború közepén Németországot igyekeztek visszaintegrálni a nyugat-európai országok közösségébe. Jóval később, a 60-as évek végén és a 70-es évek elején vált a könyv a koncentrációs táborokról szóló irodalom egyik klasszikusává és későbbi kiadásai jóval nagyobb példányszámban fogytak.

## Politikai állásfoglalásai
Közben sorra születtek gyerekei: 1951-ben Françoise, 1953-ban Philippe, majd Pierre és Olivier. Újrafordította Swift Gulliver utazásait, átdolgozta korábbi drámáját (Új Sziszifusz) és egyre inkább belebonyolódott a politikába. 1953-1955 között ő volt A németkérdés békés rendezésére alakult rennes-i bizottság elnöke. A bizottság Németország újrafelfegyverzése és a Nyugat-Európai Védelmi Közösség megalakítása ellen küzdött; úgy vélték, hogy militarizálódás csak a kelet-nyugati feszültség növekedéséhez és újabb háborúhoz vezet. Merle az 50-es évek elején belépett az Új baloldal mozgalomba. 1956-ban egy volt hadifogolytársa (akivel rossz viszonyban volt, miután leleplezte annak egy hazugságát) azt állította, hogy Merle kollaborált a németekkel és feljelentette a francia foglyokat. A párt belső konfliktusokat kezelő bizottsága megállapította, hogy a vádak megalapozatlanok, de Merle ragaszkodott ahhoz, hogy vádlója vonja vissza állításait. Az Új baloldal vezetősége nem támogatta ebben, ezért az író 1957 márciusában kilépett a szervezetből.
1957-ben ismét visszanyúlt első műfordításához, A fehér ördöghöz és megírta a színmű valóban élt és kimondottan negatívan ábrázolt főhősnőjének életrajzát. A Vittoria, princesse Orsini azonban megbukott. Ugyanebben az évben Rennes-ből áthelyeztette magát a Toulouse-i Egyetemre. A változtatás fő oka, hogy házassága megromlott és így egy ideig távolabbra kerülhetett Bretagne-ban maradó családjától. Eközben elkezdte írni következő regényét A szigetet, a következő év nyarán pedig Toulouse mellett megvásárolt egy Marens nevű udvarházat, ahová felesége és gyerekei is beköltözhettek. Merle 1960 februárjában viszonyt kezdett egy 25 éves szakvizsgázó tanárjelölttel, Magalival. Egy hónappal később elköltözött feleségétől, júliusban pedig elváltak.
1960 októberében Merle átment a normandiai Caen egyetemére (eredetileg még Yvonne kérésére indította el az áthelyezést, aki nehezen bírta a dél-franciaországi klímát). Mivel a válás során eladták Marenst, a bevételt pedig elfelezték, Merle Périgord-ban, Sarlat mellett vásárolt egy egy újabb középkori építésű, rossz állapotú udvarházat, Bousquet-t. Az erődnek is beillő ház inspirálja majd a Malevil helyszínét és a Francia história családi várát, Mespech-t.

## A szigetés az antikolonializmus

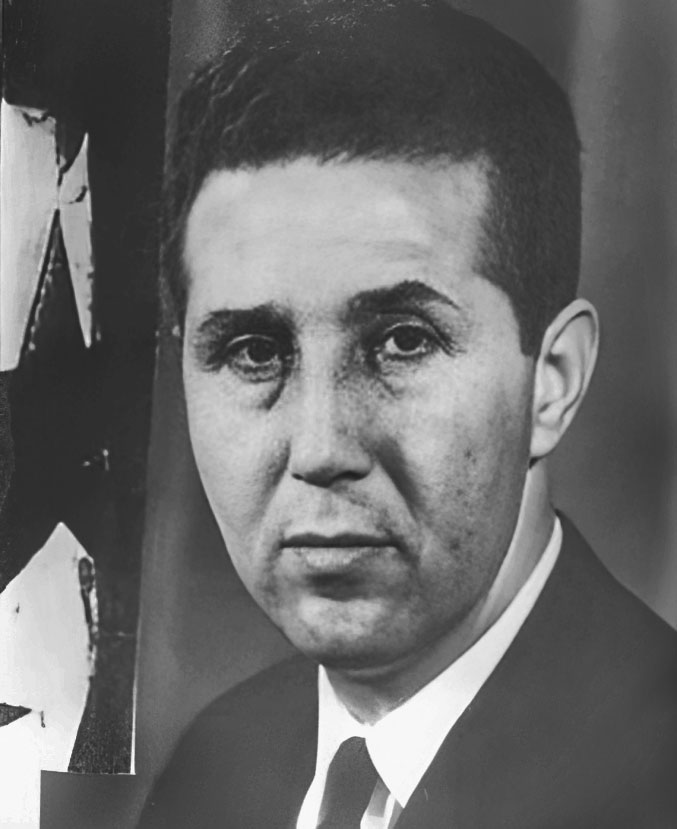
Ahmed Ben Bella

1962-ben megjelent A sziget. A könyv a Bounty lázadóinak sorsát követi a Pitcairn-szigeteken. A történelmi regénynek nagyon is aktuális mondanivalója van: az önjelölt populista vezér, MacLeod áldemokráciája a francia politikai viszonyok karikatúrája; a polinéz szigetlakók kizárása a szavazásból pedig a francia gyarmati rendszerre tett utalás (a könyv írása közben zajlott az algériai háború). Merle egyben felveti az erőszakmentesség és a semlegesség dilemmáját; a főhős, Purcell (akinek alakját az író saját magáról formálta) nem hajlandó fegyverhez nyúlni és tétlenül nézi, ahogy a közösség két fele lemészárolja egymást. A sziget nagy sikert aratott és még megjelenése évében megkapta a rasszizmus ellen küzdő MRAP Testvériség-díját. Ugyanebben az évben Merle elvállalt egy tanári állást a függetlenné váló Algériában, az Algíri Egyetemen.
Szintén 1962-ben az Express hetilap felkérésre Kubába utazott, hogy tudósítson az ország új, forradalom utáni berendezkedéséről. A közismerten baloldali Merle találkozott Fidel Castróval is, és ekkor támadt az ötlete, hogy könyvet ír a forradalom első csatájáról, a Moncada-laktanya ostromáról. A hatóságok támogatásával 1963 nyarán interjút készített az akció túlélőivel. A dokumentarista stílusú Moncada 1965-ben jelent meg, de mivel jelentősen eltért Castro leegyszerűsített, heroizált, hivatalos változatától, a havannai rezsim hallgatott róla, nem is jelent meg Kubában. Franciaországban is hűvösen fogadták, a jobboldali sajtó nem is adott hírt a megjelenésről.
1964 januárjában visszatért Franciaországba és Párizsban, a Nanterre-i Egyetemen talált állást (bár egy évig, amíg a katedra felszabadult, Rouen egyetemén tanított). Ugyanebben az évben megfilmesítették a Két nap az életet, Jean-Paul Belmondóval a főszerepben. A forgatókönyvet maga Merle írta. Amikor visszalátogatott Algírba, az Algéria-Kuba Bizottság fogadásán találkozott az ország elnökével és a forradalom vezetőjével, Ahmed Ben Bellával. Lenyűgözte az elnök élettörténete és miután meginterjúvolta, könyv formában kiadta az életrajzát (Ahmed Ben Bella, 1965); ám mire kiadták, Ben Bellát puccsal elmozdították az elnöki székből. Merle bizottságot alakított, hogy az új algériai rezsim túlkapásai nyilvánosságra kerüljenek (emellett ő volt a Francia-Kubai Bizottság elnöke). A 60-as években több alkalommal ellátogatott a szocialista országokba, főleg Magyarországra és Csehszlovákiába.

## Politikai-fantasztikus korszaka
A Moncada és az Ahmed Ben Bella bukása után Merle felhagyott a dokumentumkönyvekkel és 1965-ben az Állati elmék írásának megkezdésével új korszakot nyitott életművében, a politikus-fantasztikus regényekét. A történet főhősei (szokás szerint Merle-ről és harmadik feleségéről mintázva) megtanítanak két delfint egyszerűsített nyelven beszélni. A delfineket azonban lefoglalja az amerikai hadsereg és a segítségükkel felrobbant egy hadihajót. A regény amellett, hogy híven bemutatja a hidegháború és az atomkatasztrófa állandó veszélyének korát, felveti az ember állatokkal szembeni erkölcsi felelősségét is. Az Állati elmék 1967-ben jelent meg és nemcsak Franciaországban, hanem világszerte nagy sikert aratott; még az Egyesült Államokban is, pedig Merle a könyvben kimondottan kritikusan ír az USA-ról. 1973-ban filmre vitték, de a hollywoodi A delfin napjából gondosan kiirtottak minden Amerika-ellenes politikai utalást.
Az Állati elmék sikere után Merle kicsit ismét elővette politikus énjét, elhatározta hogy a francia egyetemi világról és az ifjúságról fog írni. 1967-ben elkezdte diákjait interjúvolni, gyűjtötte az anyagot; az 1968-as párizsi diáklázadások miatt azonban megváltoztatta terveit. Teljesen átírta az addigi szöveget és a cselekmény középpontjába az a nap (1968. március 22.) került, amikor a diákok elfoglalták a professzori tanácstermet. Merle az egyetem professzoraként nem csak megfigyelt, aktív szereplője volt az eseményeknek. Tagja volt az Ötvennégyek bizottságának, amely azokból a tanárokból állt, akik támogatták az egyetemisták reformköveteléseit és cikkeket írt az újságokba. Az Üvegfal mögött végül 1970-ben jelent meg. A könyvet mind bal-, mind jobboldalról támadták, amire Merle így reagált: „Legfőbb célom az volt, hogy az igazat írjam. Ez sikerült. A minden oldalról érkező, egymásnak ellentmondó kritikai észrevételek mindennél ékesebben bizonyítják ezt.”

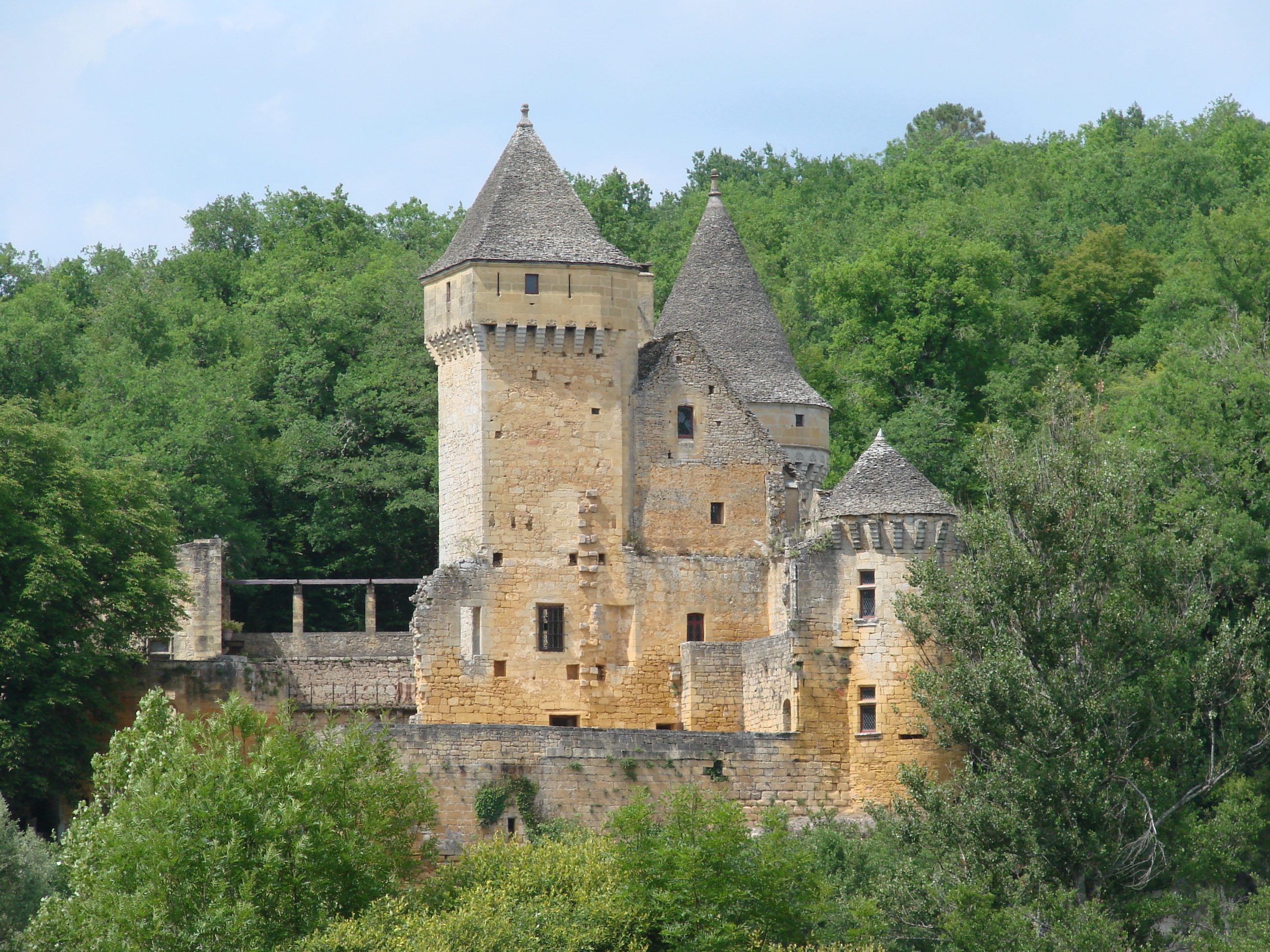
A Malevilt ihlető Commarque vára

1969-ben eladta a Gallimard kiadónak leendő könyvei jogait és cserébe tanári fizetése kétszeresének megfelelő havi juttatást kapott. Az egyetemen felmondott és ettől fogva főállású író lett. 1970-ben újabb középkori házat vásárolt Montfort-l’Amaury mellett, amelyet még a 16. században II. Henrik ajándékozott a szeretőjének. 1972-ben feleségével és közös gyerekükkel, Frédérickel Párizsból ebbe a La Malmaison nevű udvarházba költözött. Ekkorra harmadik házassága is megromlott, érzelmileg eltávolodtak egymástól. Nem váltak el, de a nagy ház külön szárnyában laktak. Lakótársi és munkakapcsolatuk megmaradt, Magali segítette Merle munkáját, és közös műfordításaik is megjelentek.
Merle következő regénye, az 1972-ben megjelent Malevil az atomháború után, a középkorba visszasüllyedt világban játszódik. A középkori várban (amelynek ihletője részben Merle birtoka, Bousquet, részben Commarque vára) lakó túlélők egyfajta kommunát alakítanak aki, ahol minden közös (még az egyetlen nő is) és demokratikusan döntenek az ügyeikben; szemben a szomszéd közösség teokrata diktatúrájával. A könyv azonnal kasszasiker lett, számos országban kiadták és megkapta a sci-fi regényeknek adományozott John Wood Campbell Emlékdíjat.
1974-ben újabb "politikus-fantasztikus" regényt adott ki, amelynek témája az akkoriban egyre inkább erősödő (és Amerikában sok esetben hisztérikussá váló) feminista mozgalom volt. A Védett férfiak világában egy járvány kiirtotta a férfiak többségét, a nők átveszik a társadalmi szerepüket, és övék lesz mind a politikai, mind a gazdasági hatalom. Mint a forradalmak esetében olyan sok esetben, a szélsőségesek kerekednek felül, és létrejön egy férfigyűlöletre alapuló, erősen fasisztoid társadalom. Merle egyúttal a társadalmi szerepek megfordításával megmutatja férfiolvasóinak, milyen elnyomásnak vannak kitéve a nők a mindennapi életben. A Védett férfiak megkapta a brüsszeli királyi akadémia Franz Hellers-díját.
Az 1975-ben megjelent Madrapurt feltehetően egy korábbi betegsége ihlette. A regény kilóg az egyébként kiváló történetmesélő Merle életművéből. A szereplők egy repülőgépen utaznak, amelyről amikor terroristák akarják eltéríteni, kiderül hogy nincs pilótája. A célpont semmilyen térképen nem szerepel, időnként leszállnak, és néhány utas elhagyja a gépet. A könyv tulajdonképpen a halálról, a lét értelmetlenségéről szól.
1972-ben Merle megújította politikai aktivitását. Újságcikkekben üdvözölte a baloldali pártok (a Szocialista Párt, a kommunisták és a Baloldali Radikális Párt) együttműködését. Az 1974-es elnökválasztáson Mitterand-ért kampányolt és ebben az évben belépett a kommunista pártba. 1978-ban élesen elítélte Afganisztán szovjet megszállását és amikor a párt felelősségre vonta, amiért kritizálja a Szovjetuniót, elhagyta a szervezetet.
1974-ben megkérte a Nanterre-i Egyetem vezetőségét, hogy tanárként reaktiválják őt. Visszatérésének nem anyagi oka volt, hanem mert magányosnak érezte magát a nagy házában, elhidegült feleségével. A következő években, 1978-as nyugdíjazásáig a diáklányok körében keresett futó kalandokat.

## AFrancia história

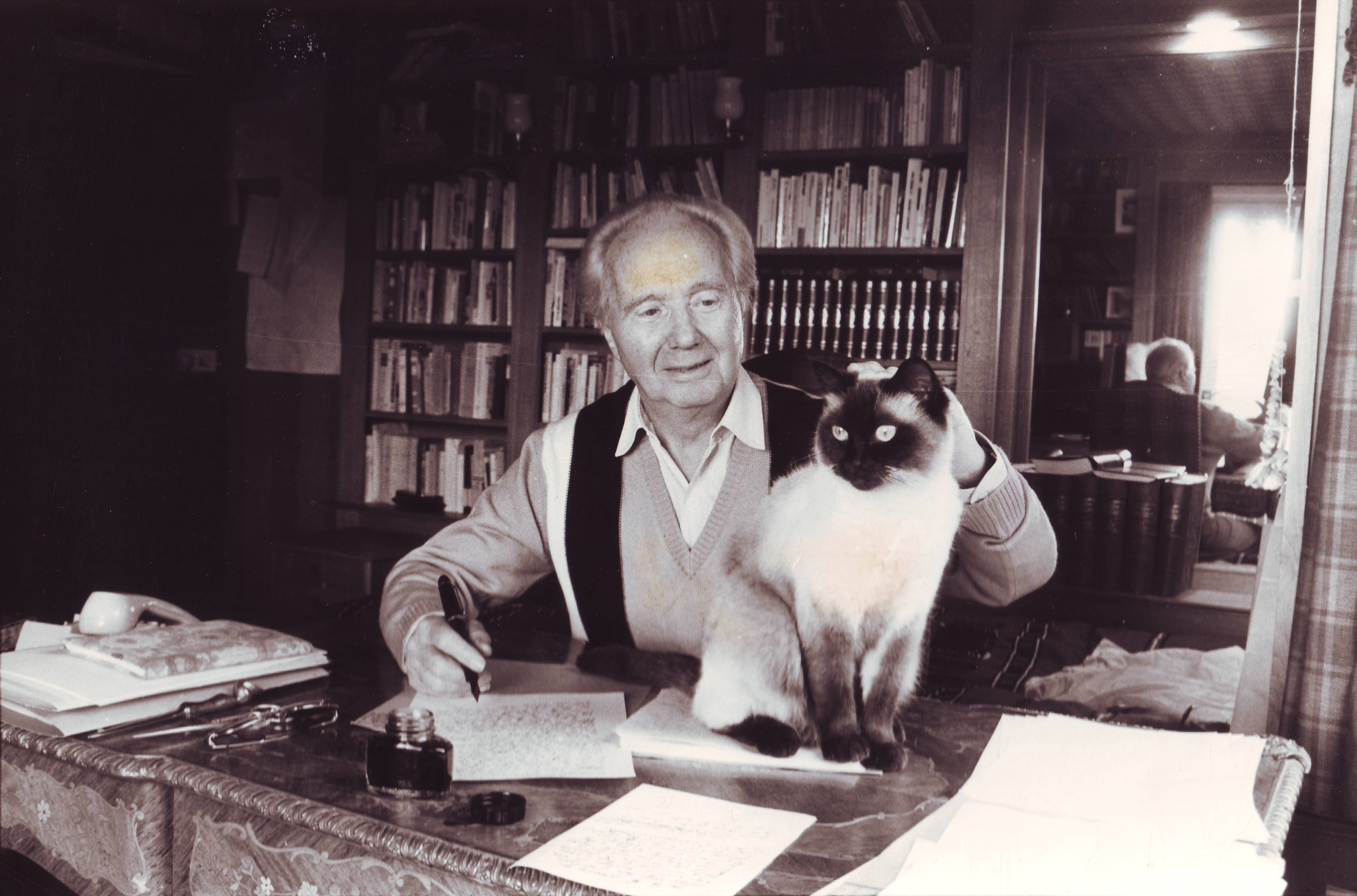
Robert Merle 1985-ben

1976 márciusában hozzáfogott régóta tervezett történelmi regénysorozata első kötetéhez, a Francia históriához. Merle hosszadalmas kutatásokat folytatott, hogy élethűen tudja ábrázolni a 16. századi Franciaország társadalmát és meglehetősen zaklatott, fordulatos történelmét. Ebben legnagyobb segítségéül a párizsi parlament nótáriusának, Pierre L'Estoile-nek a részletes, tizenkét kötetes naplója szolgált (1982-ben előszót is írt a napló új kiadásához). A Francia história-sorozat összesen 13 kötetből állt, Merle 27 éven át, szinte szó szerint a haláláig írta. Az első hat kötet a périgordi kisnemes, Pierre de Siorac, a további hét folytatás pedig a fia, Pierre-Emmanuel fordulatokban gazdag, kalandos életét, felemelkedését írja le a francia vallásháború közepette. Akárcsak a legtöbb regényében, a főhőst saját magáról mintázta és a többi szereplő alakja is ismerősei közül került ki, volt akinek a nevét sem változtatta meg. Pierre de Siorac gyerekei Merle gyermekeinek neveit kapták. A Francia história jellegzetessége volt, hogy a történelmi regények kimondatlan konszenzusától eltérően gátlástalanul használta a 16. századi francia nyelvezetet (ezért Merle-t több író kritizálta) sőt saját szavakat is kitalált. A sorozat világszerte hatalmas siker volt, a Le Figaro a „történelmi regények Rolls Royce-ának” nevezte.
1977-ben eladta a Toulouse melletti Bousquet-t, ahol addig a gyerekeivel töltötte a nyarat és helyette a Pireneusok tövében vásárolt meg egy Marseillence nevű birtokot egy romos udvarházzal; a következő években ideje és jövedelme egy részét ennek újjáépítésére áldozta. 1978-ban a 70 éves Merle-t nyugdíjazták az egyetemen, de professor emeritusként továbbra is bejárt, és egészen 87 éves koráig megtartotta heti egy előadását. 1979-ben megfilmesítették a Malevilt, a forgatókönyvben azonban igen nagy változtatásokat eszközöltek, ami miatt Merle megtiltotta, hogy kiírják a nevét a főcímben. Az 1970-es évek végén és az 1980-as évek elején két tartósabb kapcsolata volt fiatal lányokkal; mindkettő keresztneve Sylvie volt. A 80-as évek közepén megismert egy Suzy nevű diáklányt (egyébként férjes asszonyt), aki hosszú időre, egészen haláláig élettársa lett.
1985-ben Merle A pirkadattal (legalábbis ideiglenesen) lezárta a történelmi sorozatát. Új témát keresett, és úgy döntött, hogy egy atomtengeralattjáró legénységének összezárt, egymásra utalt, konfliktusokkal terhes életéről ír. A haditengerészet engedélyezte a híres írónak, hogy lemerüljön egy katonai tengeralattjáróval és meginterjúvolja a tiszteket és matrózokat. A Nekünk nem kel fel a Nap 1986-ban jelent meg. Merle ezután ismét elővette Vittoria Accoramboni élettörténetét, akinek életrajzát harminc évvel korábban már megírta, de a dokumentumkönyv akkor alig fogyott. Most újra átdolgozta a történetet a Francia história tapasztalataival a háta mögött, regény formájában. A bálvány 1987 végén került a könyvesboltokba. A következő évben A szigetből tévéfilm-sorozat készült, amiért az író a nyolcvanadik születésnapján megkapta a legjobb televíziós szerzőnek járó díjat.
1987 augusztusában visszatért az Állati elmékben boncolgatott témához, az ember és állat közötti kommunikáció lehetőségéhez. Új könyvének, a Majomábécének főszereplői egy csimpánzkölyköt fogadnak örökbe és tanítanak meg jelekkel beszélni. A felserdülő csimpánz azonban rájön, hogy különbözik nevelőszüleitől és a két faj közé került lény egyetlen menedéke az agresszió. A regény 1988-ban jelent meg, utána pedig Merle visszatért a történelmi sorozatához, immár nem Pierre de Siorac, hanem balkézről született fia, Pierre-Emmanuel kalandjait mesélve tovább.

## Halála
Merle harmadik felesége, Magali vele egy házban, de magányosan élt. Műfordítással foglalkozott, de 1993-ban néhány hibát vétett, és nem kapott több megbízatást. A 80-as évek közepén már volt egy autóbalesetnek álcázott öngyilkossági kísérlete, de akkor nem sérült meg súlyosan. 1993. szeptember 24-én a Gambaiseuil melletti tóba ölte magát. A lassan kilencvenedik évéhez közelítő Merle fizikailag és szellemileg is kiválóan tartotta magát, és sorra írta sorozata újabb köteteit. 2000-ben fehérvérűséget diagnosztizáltak nála, és már nem volt képes ellátni magát. Utolsó éveiben fiatal élettársa gondozta, aki kihasználva az író állapotát, jelentős összegű csekkeket íratott alá vele. 2004 februárjában otthonában lezuhant egy lépcsőről, és órákon keresztül feküdt, mire megtalálták. A kórházi kezelés után legidősebb lánya otthonában lábadozott, majd visszakerült Montfort-l’Amaury melletti házába. Itt halt meg néhány nappal később, 2004. március 27-én, szívroham következtében.

## Méltatások
Bárczi Zsófia nekrológjában így ír: „Merle sokat és jól tudott: ismerte a történelmet, a művészeteket, a tudománytörténetet, a régi párizsi fürdőkben dívó szokásokat, s a génkutatás aktuális eredményeit, de mégis, amit legjobban ismert, az a mese. Merle írásmódja maga a kaland az olvasó életében. Ez a szerző úgy nyitott ablakot a múltra, hogy a feltáruló panorámában a király volt a díszlet, s a trónja alól kikandikáló szőnyeget egykor megszőtt asszonyok a főszereplők. Kiváló érzéke volt az apróságok, a jelentéktelennek tűnő részletek és a részletekben rejlő groteszk, abszurd iránt.”
Az Index szerint: „Robert Merle hazánkban az egyik legnépszerűbb francia író, minden könyvét lefordították és összesen 3,5 millió példányban adták el, az Európa Kiadó 81 kiadásban 22 művét jelentette meg. Bátor társadalomkritikája, nem lankadó felelősségtudata, szerencsés témaválasztása, fordulatos, gazdag meseszövése világszerte megbecsült íróvá avatta”.
Irodalmi Jelen: „Merle rendelkezik valami varázslatos írói tulajdonsággal, amint az ember belép az első oldalon, lesodorja az utolsóig, mint a hegyi patak.”

## Művei

### Regények
- 1949 – Két nap az élet (Week-end à Zuydcoote); fordította: Gera György, utószó Dániel Anna; Európa, Budapest, 1961 (Goncourt-díj)
- 1952 – Mesterségem a halál (La mort est mon métier); fordította: Gera György; Új Magyar Kiadó, Budapest, 1955
- 1962 – A sziget (L'Île); fordította: Justus Pál; Európa, Budapest, 1964 (Testvériség-díj)
- 1967 – Állati elmék (Un animal doué de raison) fordította: Réz Ádám; Európa, Budapest, 1969
- 1970 – Üvegfal mögött (Derrière la vitre); fordította: Réz Ádám, bevezető: Köpeczi Béla; Európa, Budapest, 1974
- 1972 – Malevil (Malevil); fordította: Görög Lívia; Európa, Budapest, 1975 (John Wood Campbell Emlékdíj)
- 1974 – Védett férfiak (Les hommes protegés); fordította: Réz Ádám; Európa, Budapest, 1979 (5 világrész könyvei) (Franz Helles-díj)
- 1976 – Madrapur (Madrapour); fordította: Somogyi Pál László; Európa, Budapest, 1981(5 világrész könyvei)
- 1986 – Nekünk nem kel föl a nap (Le jour ne se lève pas pour nous); fordította: Kamocsay Ildikó; Európa, Budapest, 2015
- 1987 – A bálvány (L´Idole); fordította: Kamocsay Ildikó; Európa, Budapest, 1994
- 1989 – Majomábécé (Le Propre de l'Homme); fordította: Dutkay Magyar Katalin; Európa, Budapest, 1992
- 2013 – Utolsó nyár Primerolban (Dernier été à Primerol) a hadifogságban írt, korábban kiadatlan írása; fordította: Boros Krisztina; Európa, Budapest, 2014

#### Történelmi regénysorozat
- 1977 – Francia história (Fortune de France); fordította: Görög Lívia; Európa, Budapest, 1982
- 1979 – Csikóéveink (En nos vertes années); fordította: Görög Lívia; Európa, Budapest, 1984
- 1980 – Jó városunk, Párizs (Paris ma bonne ville); fordította: Görög Lívia; Európa, Budapest, 1987
- 1982 – Íme, a király! (Le prince que voilà); fordította: Görög Lívia; Európa, Budapest, 1990
- 1983 – Szenvedélyes szeretet (La violente amour); fordította: Görög Lívia; Európa, Budapest, 1991
- 1985 – A pirkadat (La Pique du jour); fordította: Görög Lívia; Európa, Budapest, 1993
- 1991 – Libben a szoknya (La volte des vertugadins); fordította: Mihancsik Zsófia; Európa, Budapest, 1995
- 1993 – A gyermekkirály (L’Enfant-Roi); fordította: Pór Judit; Európa, Budapest, 1995
- 1995 – Az élet rózsái (Les Roses de la vie); fordította: Pór Judit, Kamocsay Ildikó; Európa, Budapest, 1996
- 1997 – Liliom és bíbor (Le Lys et la Pourpre); fordította: Kamocsay Ildikó; Európa, Budapest, 1998 (Párizs városának díja)
- 1999 – Veszedelem és dicsőség (La Gloire et les Périls); fordította: Kamocsay Ildikó; Európa, Budapest, 2000
- 2001 – Ármány és cselszövés (Complots et Cabales); fordította: Kamocsay Ildikó; Európa, Budapest, 2002
- 2003 – Pallos és szerelem (Le glaive et les amours); fordította: Szántó Judit; Európa, Budapest, 2005 (Jean Giono Nagydíj életműdíj)

### Történelmi könyvek
- 1959 – Vittoria, princesse Orsini
- 1965 – Moncada, Fidel Castro első csatája (Moncada, premier combat de Fidel Castro); fordította: Dankó Éva; Európa, Budapest, 1967
- 1965 – Ahmed Ben Bella

### Tanulmányok
- 1948 – Oscar Wilde, appréciation d'une œuvre et d'une destinée
- 1955 – Oscar Wilde ou la «destinée» de l'homosexuel
- 1984 – Oscar Wilde

### Színdarabok
- 1950 – I kötet – Sziszifusz és a halál, Flamineo, Les Sonderling
- 1957 – II kötet – Új Sziszifusz, Justice à Miramar, L'Assemblée des femmes (d'après Aristophane)
- 1992 – III kötet – Le Mort et le vif, suivi de Nanterre la Folie (Sylvie Gravagna adaptációja)
- 1996 – Pièces pies et impies

### Műfordítások
- 1945 – John Webster: A fehér ördög
- 1950 – Erskine Caldwell: Les Voix de Seigneur
- 1956-1960 – Jonathan Swift: Gulliver utazásai

## Műveiből készült filmek
- 1964: Két nap az élet (Week-end à Zuydcoote) rendezte Henri Verneuil, főszereplő Jean-Paul Belmondo
- 1973: A delfin napja (The Day of the Dolphin) rendezte Mike Nichols, főszereplők George C. Scott, Trish Van Devere, Paul Sorvino
- 1977: Egy német életéből (Aus einem deutschen Leben) rendezte Theodor Kotulla, főszereplő George Götz.
- 1981: Malevil, francia–NSZK film, rendezte: Christian de Chalonge, szereplők: Michel Serrault, Jacques Dutronc, Jean-Louis Trintignant, Jacques Villeret, Hanns Zischler
- 1987: A lázadók szigete ( tévéfilmsorozat) rendezte: François Leterrier, főszerepekben: Serge Dupire, Bruno Cremer, Martin Lamotte, John Mairai, Jean-Pierre Castaldi és Karina Lombard.
- 1996: Majomábécé, rendezte Marc Rivière, szereplők: Emmanuelle Laborit
- 2009: Malevil, francia tévéfilm, rendezte Denis Malleval